# 33478 Денізлівон
33478 Денізлівон (33478 Deniselivon) — астероїд головного поясу, відкритий 2 квітня 1999 року.
Тіссеранів параметр щодо Юпітера — 3,585.